# 圓頭短吻獅子魚
圓頭短吻獅子鱼，为輻鰭魚綱鮋形目杜父魚亞目狮子鱼科的其中一種。分布於西北太平洋區的日本網走海域，屬深海魚類，棲息在水深235至1140公尺的水域，體長可達29公分，生活習性不明。